# バリュー・チェーン
バリュー･チェーン（Value Chain）とは、元々、マイケル・ポーター (1985) が著書『競争優位の戦略』の中で用いた言葉。価値連鎖（かちれんさ）と邦訳される。
ポーターはバリュー・チェーンの活動を主活動と支援活動に分類した。主活動は購買物流 (inbound logistics)、オペレーション（製造）、出荷物流 (outbound logistics)、マーケティング・販売、サービスからなり、支援活動は企業インフラ、人材資源管理、技術開発、調達から構成される。
バリュー・チェーンという言葉が示すとおり、購買した原材料等に対して、各プロセスにて価値（バリュー）を付加していくことが企業の主活動であるというコンセプトに基づいたものである。（売上）－（主活動および支援活動のコスト）＝利益（マージン）であるため、図示した場合にはバリュー・チェーンの最下流にマージンと記載される。
主活動の構成要素の効率を上げるか競合他社との差別化を図ることで企業の競争優位は確立するとした。
なお、バリューチェーンが企業の競争優位性をもたらす理由は、企業内部のさまざまな活動を相互に結びつけることで、市場ニーズに柔軟に対応することが可能になり、結果として顧客に価値がもたらされることに求められる。つまり、コストリーダーシップ戦略をとるにせよ、差別化戦略をとるにせよ単にそれを引き出す為の個々のシステムを独立して構築するのではなく、それらを上手く連結させ「果たして企業全体としてこれらの戦略が実際に達成できるのか?」を考える必要があるのである。

## バリューチェーンマネジメント
バリューチェーンマネジメントは、業務を5つの主活動と4つの支援活動に分類し、製品の付加価値がどの部分（機能）で生み出されているかを分析することで、価値の連鎖を最適化する手法。